# Винарос
Винарос (шп. Vinaroz) град је у Шпанији у аутономној заједници Валенсијанска Заједница у покрајини Кастљеон. Према процени из 2017. у граду је живело 28 290 становника.

## Становништво
Према процени, у граду је 2017. живело 28 290 становника.
| 2017.  |
| ------ |
| 28.290 |

## Партнерски градови
- Alcañiz